# Wiktor Łyjak
Wiktor Zygmunt Łyjak (ur. 1 czerwca 1954 w Skierniewicach) – polski artysta muzyk, organista, organolog, rzeczoznawca.

## Życiorys
Ukończył Państwową Wyższą Szkołę Muzyczną w Warszawie, uzyskując dyplom w klasie organów prof. Joachima Grubicha. Doktoryzował się w 2002 roku w Instytucie Sztuki PAN w Warszawie na podstawie pracy pt. Organy w diecezji płockiej od XIV wieku do 1818 roku, której promotorem był prof. dr hab. Jerzy Kowalczyk. Stopień naukowy doktora habilitowanego uzyskał w 2008 roku na Uniwersytecie Wrocławskim w oparciu o rozprawę Organy w kościołach ewangelickich w Królestwie Polskim w latach 1815–1864. Postanowieniem Prezydenta Rzeczypospolitej Polskiej Andrzeja Dudy z dnia 30 marca 2022 r. został mu nadany tytuł profesora sztuki w dyscyplinie sztuki muzyczne.
W latach 1976–1983 był organistą w Kościele św. Krzyża w Warszawie. Do 2015 roku był tytularnym organistą Kościoła Wniebowzięcia Najświętszej Maryi Panny i św. Józefa Oblubieńca w Warszawie. Nadto kieruje, organizowanym przez Warszawskie Towarzystwo Muzyczne, Międzynarodowym Festiwalem Organowym „Johann Sebastian Bach”. Związany był jako wykładowca z Chrześcijańską Akademią Teologiczną w Warszawie. Obecnie pracuje na stanowisku profesora nadzwyczajnego w Instytucie Edukacji Muzycznej na Wydziale Pedagogicznym i Artystycznym Uniwersytetu Jana Kochanowskiego w Kielcach.
Wydany w 1998 album Bach – najsłynniejsze utwory organowe i transkrypcje, z utworami Johanna Sebastiana Bacha wykonywanymi na organach bazyliki dominikańskiej w Gdańsku, osiągnął status platynowej płyty.
We wrześniu 2004 jego nagrania utworów Karola Augusta Freyera zostały uznane przez miesięcznik „Muzyka21” za płytę miesiąca. Dokonane przezeń interpretacje zostały wydane w Anglii, Belgii i Korei Południowej. Koncertował w Polsce (m.in. podczas festiwali organowych we Fromborku, w Kamieniu Pomorskim, Koszalinie i Gdańsku-Oliwie) i w kilkunastu krajach europejskich. Dla Polskiego Radia nagrał dzieła Johannesa Brahmsa i utwory z tabulatur polskich z XVI-XVIII w.
Jego dysertacje doktorska i habilitacyjna zostały opublikowane. Jest autorem haseł o polskich organach w niemieckiej encyklopedii Die Musik in Geschichte und Gegenwart. Był rzeczoznawcą Ministerstwa Kultury i Dziedzictwa Narodowego w zakresie dokumentacji i konserwacji zabytkowych organów oraz rzeczoznawcą Stowarzyszenia Konserwatorów Zabytków i Fundacji Współpracy Polsko-Niemieckiej.